# كأس الأمير 1987–88
أقيمت بطولة كأس الأمير السابعة والعشرين في موسم 1987/1988، وقد شارك في تلك البطولة جميع الفرق.

## الفرق المشاركة
- نادي الجهراء
- نادي القادسية الكويتي
- نادي الفحيحيل
- نادي الصليبيخات
- نادي العربي الكويتي
- نادي الشباب الكويتي
- نادي التضامن الكويتي
- نادي الساحل الكويتي
- نادي السالمية
- نادي خيطان
- نادي اليرموك
- نادي النصر الكويتي
- نادي كاظمة
- نادي الكويت

## الدور التمهيدي
- نادي الجهراء × نادي القادسية الكويتي (4:5) ضربات جزاء ترجيحية.
- نادي الفحيحيل × نادي الصليبيخات (1:2)
- نادي العربي الكويتي × نادي الشباب الكويتي (0:6)
- نادي التضامن الكويتي × نادي الساحل الكويتي (2:5) ضربات جزاء ترجيحية.
- نادي السالمية × نادي خيطان (0:3)
- نادي اليرموك × نادي النصر الكويتي (0:1)

## الدور الربع نهائي
- نادي الفحيحيل × نادي الجهراء (3:4) ضربات جزاء ترجيحية.
- نادي العربي الكويتي × نادي التضامن الكويتي (1:3)
- نادي كاظمة × نادي السالمية (1:2)
- نادي الكويت × نادي اليرموك (1:3)

## الدور النصف نهائي
- نادي الكويت × نادي الفحيحيل (0:1)
- نادي كاظمة × نادي العربي الكويتي (0:2)

## مباراة تحديد المركزين الثالث والرابع
- نادي الفحيحيل × نادي العربي الكويتي (0:1)

## النهائي
- نادي الكويت × نادي كاظمة (0:1)

سجل هدف الكويت :
- صلاح الحساوي

## هداف البطولة
- صلاح الحساوي (الكويت) 3 أهداف.